# Ферретти, Данте
Да́нте Ферре́тти (итал. Dante Ferretti; род. 26 февраля 1943) — итальянский художник по костюмам, художник-постановщик и арт-директор, лауреат премий «Оскар» и BAFTA, кавалер ордена «За заслуги перед Итальянской Республикой».

## Биография
Данте Ферретти родился 26 февраля 1943 года в городе Мачерата, Италия.
За время своей карьеры Ферретти работал со многими знаменитыми режиссёрами, как американскими, так и итальянскими, среди которых Пьер Паоло Пазолини, Федерико Феллини, Терри Гиллиам, Франко Дзеффирелли, Мартин Скорсезе, Фрэнсис Форд Коппола, Энтони Мингелла и Тим Бёртон. Он часто сотрудничает со своей женой, дизайнером Франческой Ло Скьяво.
Ферретти работал с Федерико Феллини в пяти фильмах. Он также пять раз сотрудничал с Пьером Паоло Пазолини, а затем развил очень тесные профессиональные отношения с Мартином Скорсезе, работая над одиннадцатью его фильмами.
В 2008 году он разработал декорации для оперы Говарда Шора «Полёт», режиссёра Дэвида Кроненберга, поставленную в театре Шатле в Париже.
Ферретти получил три премии «Оскар» за лучшую работу художника-постановщика за фильмы «Авиатор», «Суини Тодд, демон-парикмахер с Флит-стрит» и «Хранитель времени». Кроме того, он был номинирован на «Оскар» семь раз, в том числе один раз за лучший дизайн костюмов за фильм «Кундун». Он также выиграл четыре премии BAFTA.
3 мая 2005 года Ферретти был награждён орденом «За заслуги перед Итальянской Республикой».
В 2012 году разработал декор ресторана Salumeria Rosi Parmacotto, который находится в Верхнем Ист-Сайде на Манхэттене.
Для Всемирной выставки 2015 года в Милане, Италия, Ферретти было поручено создать серию статуй на тему «Накормить планету. Энергия для жизни».
Является членом Фонда «Италия-США»

## Фильмография
| Фильмы | Фильмы                                     | Фильмы                                             | Фильмы |
| Год    | На русском языке                           | На языке оригинала                                 | Награды и номинации |
| ------ | ------------------------------------------ | -------------------------------------------------- | --- |
| 1969   | Медея                                      | Medea                                              | |
| 1971   | Рабочий класс идёт в рай                   | La classe operaia va in paradiso                   | |
| 1972   | Кентерберийские рассказы                   | I racconti di Canterbury                           | |
| 1972   | Об убийстве — на первую полосу             | Sbatti il mostro in prima pagina                   | |
| 1974   | Где-то за любовью                          | Delitto d'amore                                    | |
| 1974   | Цветок тысяча одной ночи                   | Il Fiore Delle Mille E Una Notte                   | |
| 1974   | Боже мой, как низко я пала!                | Mio Dio, Come Sono Caduta In Basso!                | |
| 1975   | Сало, или 120 дней Содома                  | Salò o le 120 giornate di Sodoma                   | |
| 1976   | Тодо модо                                  | Todo modo                                          | |
| 1977   | Президентша                                | La presidentessa                                   | |
| 1977   | Чудовище                                   | Il mostro                                          | |
| 1977   | Хижина                                     | Casotto                                            | |
| 1978   | Прощай, самец                              | Ciao maschio                                       | |
| 1978   | Репетиция оркестра                         | Prova D'Orchestra                                  | |
| 1980   | Город женщин                               | La Città Delle Donne                               | |
| 1981   | Минестроне                                 | Il minestrone                                      | |
| 1981   | Кожа                                       | La pelle                                           | |
| 1981   | История обыкновенного безумия              | Storie di ordinaria follia                         | |
| 1982   | Новый мир                                  | Il Mondo Nuovo                                     | Премия «Давид ди Донателло» за лучшую работу художника                                                                                |
| 1982   | По ту сторону двери                        | Oltre la porta                                     | |
| 1983   | И корабль плывёт…                          | E la nave va                                       | Премия «Давид ди Донателло» за лучшую работу художника                                                                                |
| 1984   | Хороший король Дагоберт                    | Le bon roi Dagobert                                | |
| 1986   | Джинджер и Фред                            | Ginger e Fred                                      | |
| 1986   | Имя розы                                   | The Name of the Rose                               | Премия «Давид ди Донателло» за лучшую работу художника                                                                                |
| 1988   | Приключения барона Мюнхгаузена             | The Adventures of Baron Munchausen                 | Премия BAFTA за лучшую работу художника-постановщика Номинация на премию «Оскар» за лучшую работу художника-постановщика              |
| 1990   | Голос Луны                                 | La Voce Della Luna                                 | Премия «Давид ди Донателло» за лучшую работу художника                                                                                |
| 1990   | Гамлет                                     | Hamlet                                             | Номинация на премию «Оскар» за лучшую работу художника-постановщика                                                                   |
| 1993   | Эпоха невинности                           | The Age of Innocence                               | Номинация на премию «Оскар» за лучшую работу художника-постановщика Номинация на премию BAFTA за лучшую работу художника-постановщика |
| 1994   | Интервью с вампиром: Хроника жизни вампира | Interview with the Vampire: The Vampire Chronicles | Премия BAFTA за лучшую работу художника-постановщика Номинация на премию «Оскар» за лучшую работу художника-постановщика              |
| 1995   | Казино                                     | Casino                                             | |
| 1997   | Кундун                                     | Kundun                                             | Номинация на премию «Оскар» за лучший дизайн костюмов Номинация на премию «Оскар» за лучшую работу художника-постановщика             |
| 1998   | Знакомьтесь, Джо Блэк                      | Meet Joe Black                                     | |
| 1999   | Воскрешая мертвецов                        | Bringing Out the Dead                              | |
| 1999   | Титус                                      | Titus                                              | |
| 2002   | Банды Нью-Йорка                            | Gangs of New York                                  | Номинация на премию «Оскар» за лучшую работу художника-постановщика Номинация на премию BAFTA за лучшую работу художника-постановщика |
| 2003   | Холодная гора                              | Cold Mountain                                      | |
| 2004   | Авиатор                                    | The Aviator                                        | Премия «Оскар» за лучшую работу художника-постановщика Премия BAFTA за лучшую работу художника-постановщика                           |
| 2005   | Прекрасное искусство любви                 | The Fine Art of Love                               | |
| 2006   | Чёрная орхидея                             | The Black Dahlia                                   | |
| 2007   | Суини Тодд, демон-парикмахер с Флит-стрит  | Sweeney Todd: The Demon Barber of Fleet Street     | Премия «Оскар» за лучшую работу художника-постановщика                                                                                |
| 2010   | Остров проклятых                           | Shutter Island                                     | |
| 2011   | Хранитель времени                          | Hugo                                               | Премия «Оскар» за лучшую работу художника-постановщика Премия BAFTA за лучшую работу художника-постановщика                           |
| 2014   | Седьмой сын                                | Seventh Son                                        | |
| 2015   | Золушка                                    | Cinderella                                         | |
| 2016   | Молчание                                   | Silence                                            | |

## Награды и номинации

### Номинации
- «Оскар»
  - 1989 — Лучшая работа художника-постановщика за фильм «Приключения барона Мюнхгаузена»
  - 1990 — Лучшая работа художника-постановщика за фильм «Гамлет»
  - 1993 — Лучшая работа художника-постановщика за фильм «Эпоха невинности»
  - 1994 — Лучшая работа художника-постановщика за фильм «Интервью с вампиром: Хроника жизни вампира»
  - 1997 — Лучший дизайн костюмов за фильм «Кундун»
  - 1997 — Лучшая работа художника-постановщика за фильм «Кундун»
  - 2002 — Лучшая работа художника-постановщика за фильм «Банды Нью-Йорка»
- BAFTA
  - 1993 — Лучшая работа художника-постановщика за фильм «Эпоха невинности»
  - 2002 — Лучшая работа художника-постановщика за фильм «Банды Нью-Йорка»

### Награды
- «Оскар»
  - 2004 — Лучшая работа художника-постановщика за фильм «Авиатор»
  - 2007 — Лучшая работа художника-постановщика за фильм «Суини Тодд, демон-парикмахер с Флит-стрит»
  - 2012 — Лучшая работа художника-постановщика за фильм «Хранитель времени»
- BAFTA
  - 1989 — Лучшая работа художника-постановщика за фильм «Приключения барона Мюнхгаузена»
  - 1994 — Лучшая работа художника-постановщика за фильм «Интервью с вампиром: Хроника жизни вампира»
  - 2004 — Лучшая работа художника-постановщика за фильм «Авиатор»
  - 2012 — Лучшая работа художника-постановщика за фильм «Хранитель времени»
- «Давид ди Донателло»
  - 1983 — Лучшая работа художника за фильм «Новый мир»
  - 1984 — Лучшая работа художника за фильм «Имя розы»
  - 1987 — Лучшая работа художника за фильм «И корабль плывёт…»
  - 1990 — Лучшая работа художника за фильм «Голос Луны»